# Amesas
Amesas es un cultivar de higuera de tipo Smyrna Ficus carica higuera hembra que solamente produce y cuaja la cosecha de higos mediante el polen de una higuera macho Cabrahigo productora de polen y albergando la mosca polinizadora Blastophaga psenes en el interior del fruto (prohigo), unífera es decir con una sola cosecha por temporada los higos de verano-otoño, con epidermis con color verde o amarilla. Se localiza en la colección del National Californian Germplasm Repository - Davis en California.

## Sinonimia
- „Amesas fig“,[5][6]

## Historia
Según la monografía de Condit: «Descrito e ilustrado por Mauri (1942). Dos variedades diferentes se encuentran en Mechtras con este nombre, lo que significa "aburrido". 
Amesas E.A. Árbol muy productivo; hojas de 5 lóbulos. Los higos son pequeños, globulares y verdes, con pulpa de color rosa que es insípida y fermenta fácilmente; Calidad de los frutos secos pobres. 
Amesas E.P. Árbol con hojas no lobuladas o poco profundas de 3 lóbulos; higos pequeños; tallo corto; pulpa rosa pálida, de textura fina pero insípida.. »
Según Condit lo agrupa dentro del "Condit Goup" de Higo Smyrna con "Epidermis Verde o Amarilla" y con "Varias Formas" pulpa roja.
Esta variedad de higuera está cultivada en el NCGR, Davis (National Californian Germplasm Repository - Davis).

## Características
La higuera 'Amesas' es un árbol de tamaño grande, con un porte esparcido difuso, vigoroso, muy productivo; hojas de 1 solo lóbulo y de 3 o de 5 lóbulos. Es una variedad unífera de tipo Smyrna, de producción abundante de higos insípidos.
Hay dos variedades:
- Amesas E.A. Árbol muy productivo; hojas de 5 lóbulos. Los higos son pequeños e insípidos.
- Amesas E.P. Árbol con hojas no lobuladas o poco profundas de 3 lóbulos; higos pequeños e insípidos.[10][8][11][12]

## El cultivo de la higuera
Los higos 'Amesas' tiende a madurar bien en climas más fríos, cuando otras variedades no; son aptos para la siembra con protección en USDA Hardiness Zones 7 a más cálida, su USDA Hardiness Zones óptima es de la 8 a la 10. Producirá muchos frutos durante la temporada de crecimiento. El fruto de este cultivar es de tamaño pequeño, e insípidos.